# Litohlavy
Litohlavy (německy Litochlau nebo Litohlau) jsou obec v okrese Rokycany v Plzeňském kraji. Leží 3,5 kilometru severozápadně od Rokycan. Žije zde 560 obyvatel. Mezi obcí a okresním městem probíhá dálnice D5 spojující Prahu a Plzeň; v tomto prostoru je situován exit 62 Rokycany.

## Historie
První písemná zmínka o obci pochází z roku 1390.

## Obyvatelstvo
| Rok            | 1869 | 1880 | 1890 | 1900 | 1910 | 1921 | 1930 | 1950 | 1961 | 1970 | 1980 | 1991 | 2001 | 2011 | 2021 |
| -------------- | ---- | ---- | ---- | ---- | ---- | ---- | ---- | ---- | ---- | ---- | ---- | ---- | ---- | ---- | ---- |
| Počet obyvatel | 600  | 625  | 603  | 635  | 726  | 668  | 672  | 608  | 602  | 577  | 492  | 457  | 457  | 494  | 538  |
| Počet domů     | 79   | 93   | 93   | 91   | 102  | 106  | 132  | 168  | 154  | 152  | 150  | 164  | 164  | 183  | 203  |

## Obecní správa
Mezi lety 1869–1979 Litohlavy byly obcí v okrese Plzeň (1869–1890) a později v okrese Rokycany. Od 1. ledna 1980 do 31. prosince 1993 patřily jako čast města k Rokycanům a od 1. ledna 1994 jsou opět samostatnou obcí.

### Obecní symboly
Znak a vlajka byly obci uděleny rozhodnutím předsedy Poslanecké sněmovny Parlamentu České republiky dne 8. června 2004.

## Pamětihodnosti
- Kaple Navštívení Panny Marie Na Vršíčku – barokní poutní místo na kopci Vršíček (431 metrů n.m.) jižně od obce, přístupná po schodišti; vystavěna roku 1744, pouť se koná každoročně první neděli v červenci.

## Další fotografie

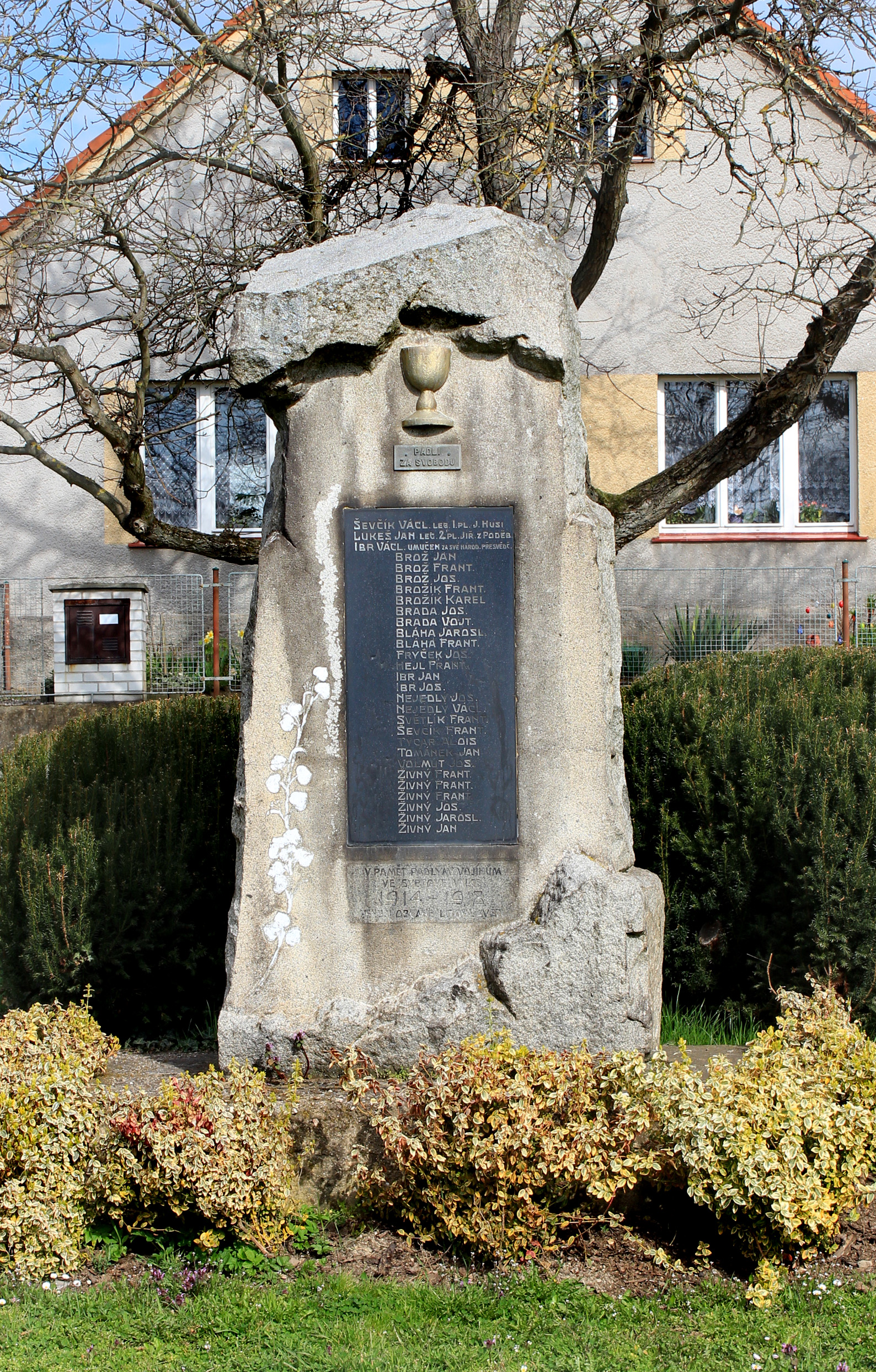
Památník obětem války
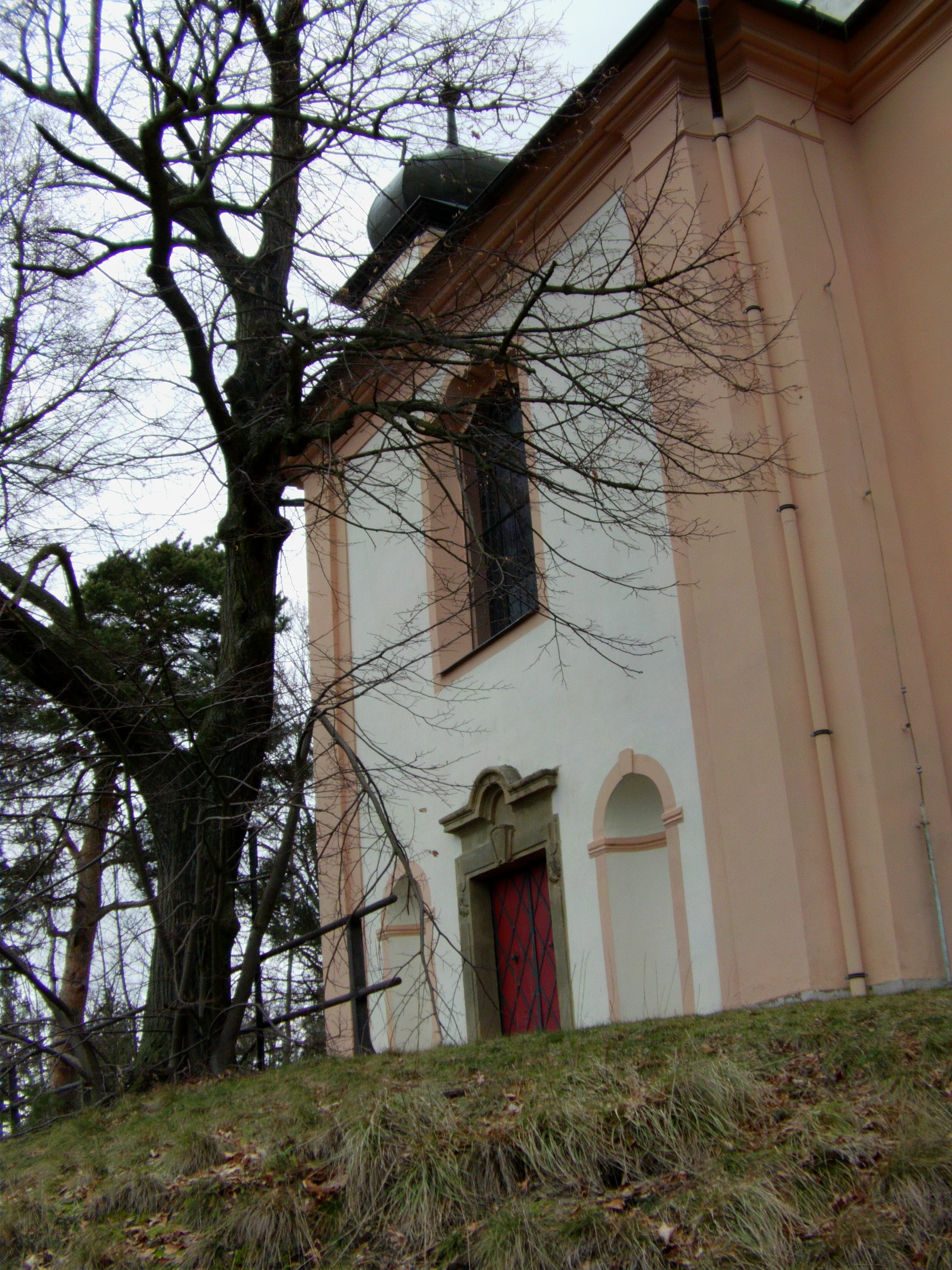
Kaple Navštívení Panny Marie na Vršíčku
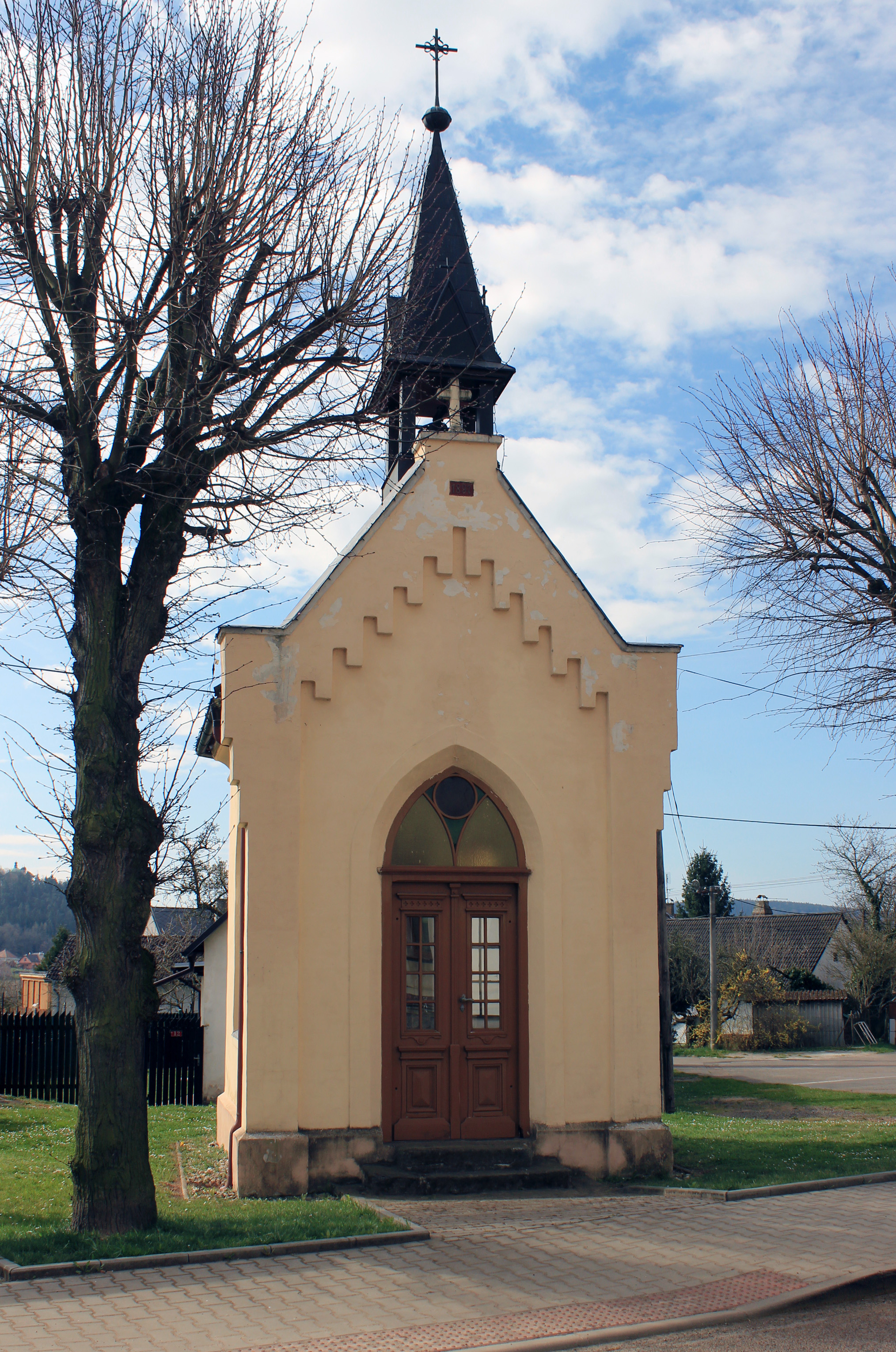
Kaple na návsi
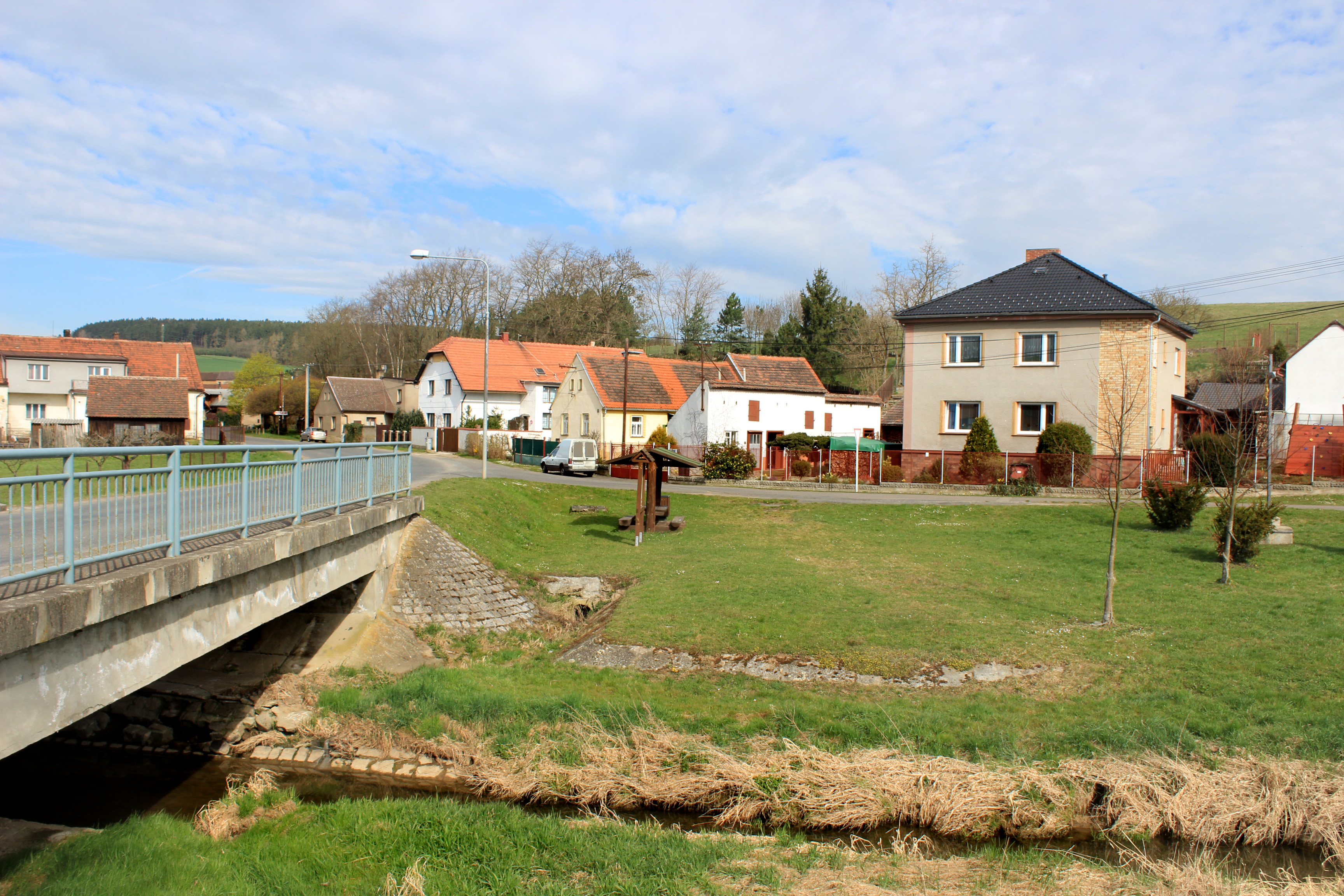
Dolní část obce u Voldušského potoka